# The Heart Gently Weeps
The Heart Gently Weeps - singiel amerykańskiej grupy hip-hopowej Wu-Tang Clan, wydany w 2007 roku na albumie 8 Diagrams. Tytuł wywodzi się od utworu The Beatlesów While My Guitar Gently Weeps. Gościnnie w utworze udział wziął John Frusciante z Red Hot Chili Peppers.

## Lista utworów
| Strona A | Strona A                                                   | Strona A               | Strona A |
| Nr       | Tytuł utworu                                               | Producent              | Długość  |
| -------- | ---------------------------------------------------------- | ---------------------- | -------- |
| 1.       | „The Heart Gently Weeps (Super Clean)” (feat. Erykah Badu) | RZA, George Drakoulias | 4:50     |
| 2.       | „The Heart Gently Weeps (Dirty)” (feat. Erykah Badu)       | RZA, George Drakoulias | 5:06     |
| 3.       | „The Heart Gently Weeps (Instrumental)”                    | RZA, George Drakoulias | 5:06     |
|          |                                                            |                        | 15:02    |

| Strona B | Strona B                      | Strona B         | Strona B |
| Nr       | Tytuł utworu                  | Producent        | Długość  |
| -------- | ----------------------------- | ---------------- | -------- |
| 1.       | „Take It Back (Clean)”        | RZA, Easy Mo Bee | 4:13     |
| 2.       | „Take It Back (Drity)”        | RZA, Easy Mo Bee | 4:13     |
| 3.       | „Take It Back (Instrumental)” | RZA, Easy Mo Bee | 4:13     |
|          |                               |                  | 12:39    |

## Sample
Opracowano na podstawie źródła.
The Heart Gently Weeps
- The Beatles - "While My Guitar Gently Weeps"
- Jimmy Ponder - "While My Guitar Gently Weeps"

Take It Back
- Bob James - "Nautilus"
- Ilacoin - "This That & the 3rd"

## Notowania
| Lista                        | Notowanie |
| ---------------------------- | --------- |
| Hot Canadian Digital Singles | 71        |